# (165) Loreley
(165) Loreley – planetoida z pasa głównego asteroid okrążająca Słońce w ciągu 5 lat i 194 dni w średniej odległości 3,13 j.a. Została odkryta 9 sierpnia 1876 roku w Clinton położonym w hrabstwie Oneida w stanie Nowy Jork przez Christiana Petersa. Nazwa planetoidy pochodzi od Loreley, syreny znanej z niemieckich legend.